# Parafia św. Jana Kantego w Lublinie
Parafia świętego Jana Kantego w Lublinie – parafia rzymskokatolicka, znajdująca się w archidiecezji lubelskiej, w dekanacie Lublin – Zachód.